# Луїс Богран
Луїс Богран Барагона — президент Гондурасу упродовж двох термінів поспіль: з 30 листопада 1883 до 30 листопада 1891 року.

## Життєпис
Народився у північному департаменті країни, Санта-Барбарі, в заможній родині. Його зведеним братом був майбутній президент Франсіско Богран (1919–1920), його двоюрідний брат, Мігель Пас Барагона, також був президентом Гондурасу (1925–1929).
Після успішного закінчення середньої школи в рідному місті молодий Луїс отримав правничу освіту в Університеті Сан-Карлос у Гватемалі, а згодом обрав кар'єру військового. За кілька років він дослужився до звання генерала після вдалої кампанії проти військових формувань Сальвадору, що намагались проникнути на територію Гондурасу.
1878 року одружився з Тересою Морехон Феррерою. Невдовзі він почав брати участь у політичному житті країни, а ще пізніше заручився підтримкою президента Марко Авреліо Сото.
Його правління мало дуже позитивні наслідки для нації. Він значно розширив мережу освітянських закладів усією країною, залучив вагомі іноземні інвестиції (передусім у сільському господарстві), поліпшив інфраструктуру столиці, а також заохочував дослідження стародавнього міста Мая Копан. Будучи палким послідовником ідеалів Франсіско Морасана, Богран підтримував юніоністські погляди й намагався за допомогою президента Гватемали Хусто Руфіно Барріоса здійснити спробу об'єднання п'яти центральноамериканських держав. Зрештою, всі спроби було зірвано стараннями ультра-консервативних еліт цих держав.
Помер у Гватемалі 9 липня 1895.